# Extrajudicialização dos procedimentos
A extrajudicialização dos procedimentos judiciais consiste em fenômeno recente no direito brasileiro onde o legislador busca desafogar o poder judiciário trazendo a competência para procedimentos de menor complexidade, que não demandem julgamento de mérito, ou seja, sejam de jurisdição voluntária, para o foro extrajudicial.
São exemplos de extrajudicialização os seguintes procedimentos:
a) a implementação do Inventário, Separação e Divórcio extrajudiciais, pela Lei 11.441/2007. Os quais podem ser procedidos em Tabelionato de Notas, através de escritura pública, a qual tem plena eficácia, sendo título hábil para registro e levantamento de quaisquer bens ou valores depositados.
b) a formação de cartas de sentença e formais de partilha extrajudiciais, introduzida pelo Provimento CG 31/2013. A parte interessada, assistida pelo advogado, poderá solicitar que a carta de sentença ou formal de partilha seja extraído em cartório de notas, mediante requerimento simples.
c) a implementação, pelo Novo Código do Processo Civil, do procedimento de Usucapião Extrajudicial, que será processado nos cartórios do registro de imóveis, diante da apresentação de petição instruída por ata notarial, a qual é lavrada por tabelião, atestando o tempo da posse e demais fatos relevantes que sejam evidenciados pelas partes.
d) a adesão do Brasil à Convenção de Haia, convenção internacional para eliminação da exigência de legalização de documentos públicos estrangeiros. O apostilamento nos termos da convenção é feito nos cartórios de notas e de registro civil brasileiros.
A extrajudicialização dos procedimentos é um meio legítimo para garantir a prestação jurisdicional voluntária em tempo hábil e de forma econômica para a parte e para o poder público, ainda descongestionando o poder judiciário, e, destarte, garantindo maior celeridade no julgamento das causas de maior complexidade e que comportem objetos contenciosos.